# Sihochac
Sihochac är en stad i kommunen Seybaplaya i delstaten Campeche i Mexiko. Sihochac ligger i inlandet, sydost om kommunhuvudstaden Seybaplaya och hade 2 731 invånare vid den senaste officiella folkräkningen i Mexiko 2010. Sihochac är kommunens tredje största samhälle.